# Пирамида Хенткаус

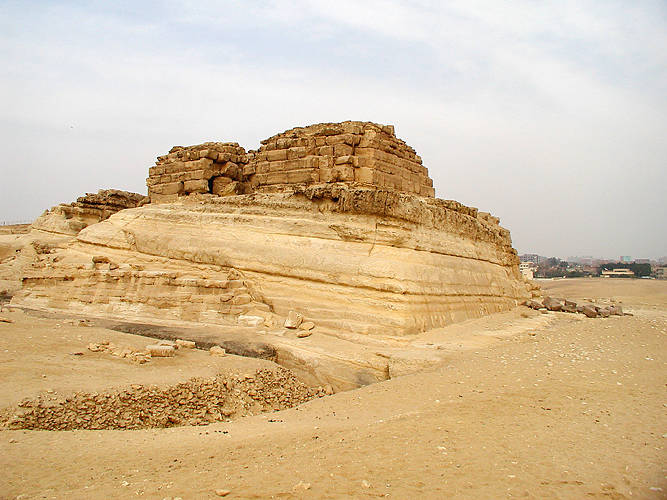
Пирамида Хенткаус.

Пирамида Хенткаус — ступенчатая пирамида царицы Хенткаус I. Построена во времена IV династии. Расположена в Некрополе Гизы между сфинксом и пирамидой Менкаура. По внешнему виду сочетает в себе как элементы пирамиды, так и мастабы. Из-за размера и строения часто называют «четвёртой пирамидой в Гизе». Размер основания пирамиды 45,8 × 45,7 м. Первоначальная высота 18,5 м, сегодня 17 м. Состоит из двух ступеней.

## История
Одним из первых исследовал пирамиду египтолог Джон Перринг. Селим Хассан, исследовавший пирамиду в 1932—1933 годах первоначально предположил, что это пирамида Шепсескафа, однако позже он обнаружил надпись, указывающую на то что пирамида была построена по приказу Хенткаус I.

## Галерея

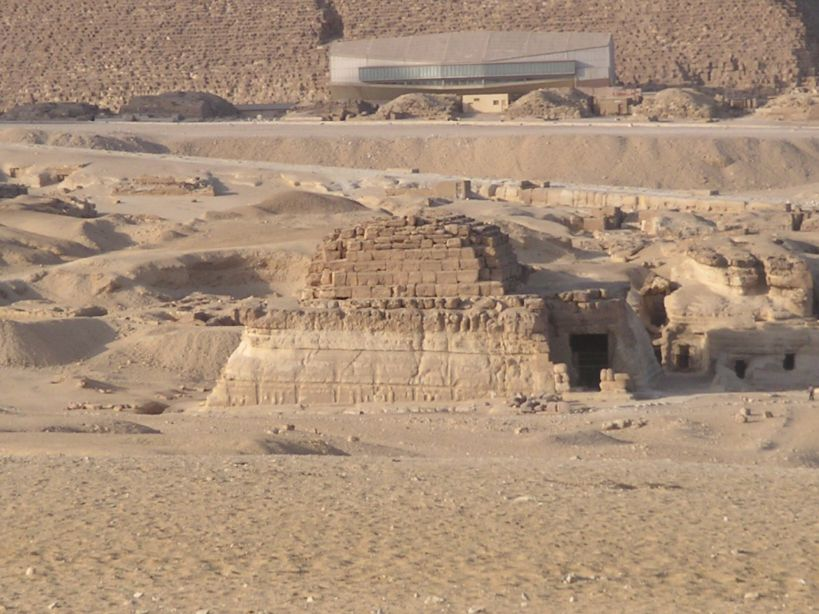
Пирамида с южной стороны
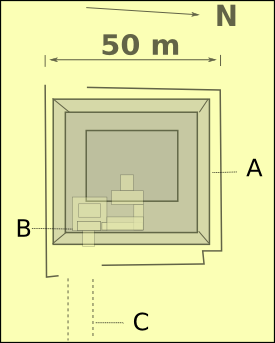
План пирамиды
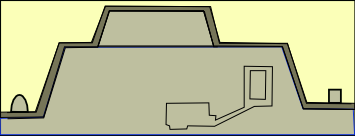
Поперечный разрез пирамиды
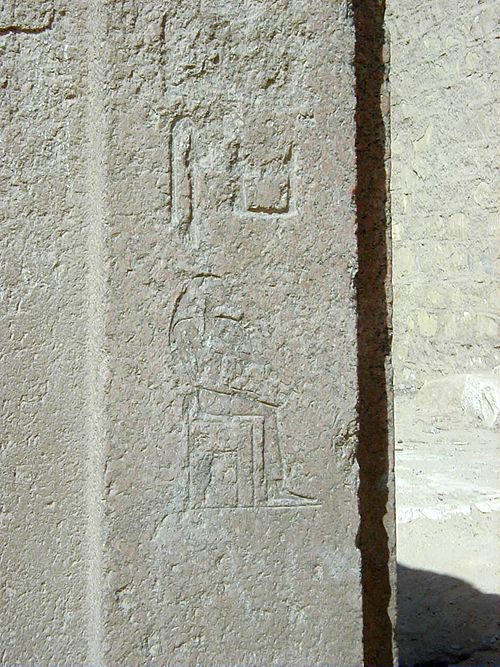
Изображение Хенткаус на гранитном блоке рядом с гробницей
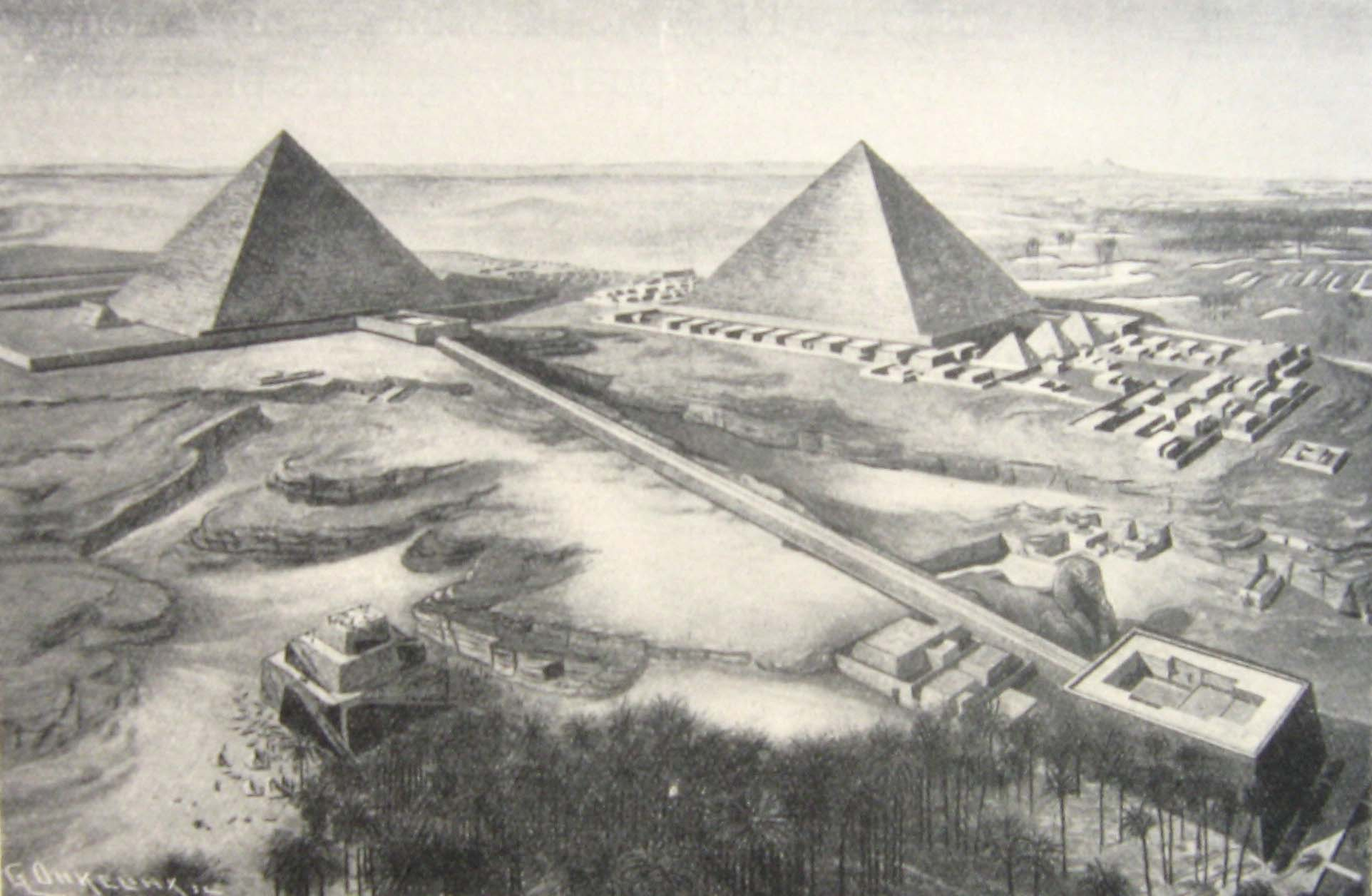
Пирамида Хенткаус слева на переднем плане